# Josef Mayrhofer (Chemiker)
Josef Vinzenz Mayrhofer (* 13. August 1848 in Kindberg, Steiermark, Kaisertum Österreich; † 12. März 1930 in Magdeburg, Provinz Sachsen, Deutsches Reich) war ein österreichischer Chemiker, der vor allem in der Lebensmittelchemie tätig war.

## Leben
Josef Mayrhofer wurde am 13. August 1848 als Sohn des Kaufmanns und Hausbesitzers Josef Mayrhofer († 1897) und dessen Ehefrau Elisa in Kindberg in der Obersteiermark geboren. Nach dem Studium an den Universitäten Leoben, Graz und München, wo er ein Schüler von Justus von Liebig war, war er in weiterer Folge an verschiedenen wissenschaftlichen Instituten als Assistent tätig. Von 1882 bis 1889 arbeitete er an der Staatlichen Untersuchungsanstalt für Nahrungs- und Genußmittel in Erlangen und trat daraufhin von 1890 bis 1921 über 30 Jahre lang als Leiter des Chemischen Untersuchungsamtes für die Provinz Rheinhessen in Mainz in Erscheinung. Unter seiner Führung wurde aus dem Amt mit bescheidenen Anfängen ein umfangreiches Institut. Eines seiner Hauptaufgabengebiete war die Weinforschung bzw. Weinchemie.
Seinen Lebensabend verbrachte er mit seiner Ehefrau in der Familie seines Schwiegersohnes Paul Bodenstein, Bergassessor im Ruhestand und kommerzieller Direktor der Magdeburger Grusonwerk. Sein Vater stammte aus einer angesehenen Bürgerfamilie aus der Stadt Steyr, in der einst einer seiner Vorfahren das dortige Rathaus erbaute. Der bekannte Dichter und Reichsratsabgeordnete Alexander Julius Schindler (Pseudonym Julius von der Traun), ehemaliger Besitzer des Schlosses Leopoldskron bei Salzburg, war ein Schwager Mayrhofers. Außerdem war Mayrhofer ein Onkel der Oberlehrerfamilie Arthur Prettenhofer aus Kindberg.